# Quadrille (jeu de cartes)
Pour les articles homonymes, voir Quadrille.
 (octobre 2022).
Si vous disposez d'ouvrages ou d'articles de référence ou si vous connaissez des sites web de qualité traitant du thème abordé ici, merci de compléter l'article en donnant les références utiles à sa vérifiabilité et en les liant à la section « Notes et références ».
Le quadrille est un jeu de cartes, probablement français, version pour quatre du jeu de l’hombre, apparue au début du XVIIIe siècle.
Il est en réalité une adaptation du quintille ou hombre à cinq. Dans ce deux dernier jeux, on distribue toutes les cartes à chacun – 8 au quintille, 10 au quadrille – de sorte qu’il n’y a pas de talon, mais un appel du roi.

## Histoire
Le quadrille est un jeu de cartes qui connut un grand succès au XVIIIe siècle dans les couches aisées et instruites de la population en France, Allemagne, Grande-Bretagne, notamment chez les femmes. Variante du jeu de cartes espagnol hombre pour trois joueurs, il se joue à quatre, en alliances variables ou en solo, avec un paquet de 40 cartes (les 8, 9 et 10 étant retirés). Au milieu du XIXe siècle, le quadrille est tombé en désuétude, supplanté par le whist et le boston. 
Les références au quadrille sont très nombreuses dans la littérature française. On a déjà cité la comédie de Biancolelli. On trouve le quadrille mentionné dans de nombreux journaux – tel celui du Marquis d'Argenson – et correspondances (par exemple, la duchesse d’Orléans, Elisabeth-Charlotte de Bavière, la « Palatine »). Le jésuite Jean-Antoine Du Cerceau est l’auteur d’un amusant « Dépit contre le jeu du quadrille », paru dans Le Nouveau Mercure de janvier 1721.
Les règles du jeu sont publiées à partir de 1724 et connaissent aussitôt des rééditions (1724, 1725…). Elles figurent à partir de 1725 dans l’Academie universelle des jeux, recueil classique des règles de jeux de cartes publié tout au long du XVIIIe siècle.
En allemand, les références au quadrille sont très précoces ! On le trouve décrit dès 1715 dans le Frauenzimmer Lexicon d’Amaranthes (Gottlieb Siegmund Corvinus), une sorte de dictionnaire pratique de la vie féminine. Ici aussi, les mémorialistes, tel le baron Karl Ludwig von Pöllnitz, évoquent souvent le jeu.
En anglais, le quadrille trouve sa place dans la littérature à partir de 1726. Il est souvent cité dans le journal de Gertrude Savile et dans les œuvres de Jonathan Swift. Henry Fielding (The modern husband, 1732, prologue), Samuel Richardson (Pamela, or Virtue rewarded, 1740), pour ne citer qu’eux, mentionnent le jeu. Auteur d’un célèbre traité de whist, Edmond Hoyle publie à son tour un Short treatise on the game of quadrille en 1744, qui sera réédité plusieurs fois.
En Irlande, le quadrille était très joué dans les années 1730. Un pamphlet écrit à Dublin en 1736, censé proposer de nouvelles règles pour le jeu, a provoqué un tollé lorsqu'il est apparu qu'il n'était qu'un prétexte pour une attaque vicieuse de l'auteur, l'archevêque Josiah Hort, contre son ennemi Richard Bettesworth. On le voit dans sa correspondance et ses archives, Jonathan Swift y jouait souvent. Le jeu est aussi fréquemment mentionné dans The Diary of a Country Parson tenu par James Woodforde, de 1758 à 1802. À la fin du siècle, le roman de Jane Austen Orgueil et Préjugés (Pride and Prejudice), paru en 1813, mais rédigé entre 1796 et 1797, contient des références au quadrille joué par des personnes de la haute société, Lady Catherine de Bourgh et ses invités.

## Principe du jeu
Comme l’hombre, le jeu se joue avec un jeu de 40 cartes obtenu en enlevant les 8, 9 et 10  dans un jeu de 52 cartes.
Le donneur, distribue 10 à chacun des quatre joueurs. De sorte qu’il n’y a pas de talon.
Les enchères permettent à l’un des quatre joueurs de choisir la couleur d’atout. Chacun, à tour de rôle, parle : on passe, on prend (on « fait jouer ») ou on joue « sans prendre ». Au premier palier, le déclarant nomme l’atout puis appelle un roi d’une couleur qu’il n’a pas. La joueuse ou le joueur qui le possède devient son partenaire. On joue donc deux contre deux.
Pour le jeu « sans prendre » (sans appel), le déclarant joue seul contre les trois autres.
Le jeu de la carte est le même qu’à l’hombre, avec ses complications et la même hiérarchie des cartes : inversion de points dans les couleurs rouges, espadille, manille et baste formant les trois plus gros atouts.
Il faut faire 6 levées pour l’emporter, soit à deux (les levées des partenaires s’additionnent), soit seul dans le « sans prendre » (jeu sans appel du roi).